# 폴 바라스
바라스 자작 폴 프랑수아 장 니콜라(Paul François Jean Nicolas, vicomte de Barras, 1755년 6월 30일~1829년 1월 29일)는 프랑스 혁명기의 정치가, 군인이다. 일반적으로 폴 바라스(Paul Barras)라는 이름으로 불린다. 테르미도르의 쿠데타의 주동자 중 한 사람으로 총재 정부의 지도자 격이었다. 그의 부패를 빗대어 “악덕의 지사”라고 불렸다.

## 생애
1755년 프로방스 지방의 몰락한 명문 귀족의 가정에서 태어났다. 경제적인 이유로 아버지의 권유에 따라 16세의 나이로 군대에 들어가 랑그도크루시용 연대의 장교가 되어 인도의 퐁디세리에 파견된다. 전투에 참전하여 1778년의 퐁디세리가 함락될 때 포로가 되었다. 대위까지 승진했지만, 금전 문제로 귀국한다.
1789년에 프랑스 혁명이 시작되자 혁명을 지지하면서 자코뱅파에 가입한다. 1792년에 국민 공회의 의원이 되었고, 국왕 루이 16세의 처형에 찬성표를 던졌다. 군대 경력 파견 의원으로 선정되어 툴롱에 파견되어 포로가 된 수백 명의 마을 주민을 처형하고 재산을 몰수했다. 여기서 처음으로 나폴레옹과 만난다.
각종 공금 횡령 등 각종 비리에 연루되어 로베스피에르로부터 파리로 소환된다. 따라서 조제프 푸셰 등과 협력하여 테르미도르의 쿠데타를 일으킨다. 국민 공회 군총사령관으로 시청을 습격, 로베스피에르 일당을 체포하여 다음날 모두 처형했다.
이후의 정권으로 유력자가 되어 테레이즈 카바루스를 애인으로 삼고, 유력한 은행가나 어용상인과 결탁하고 폭리를 탐냈다. 한편, 파리의 정황은 안정되지 않았고 민중의 봉기가 일어나자, 국민공회는 바라스를 국내 총사령관에게 임명했다. 그는 부관인 나폴레옹에게 명해 이것을 진압시키는 것에 성공했다. 총재정부가 발족하면서 총재 중 한 사람이 된다. 바라스는 총재직을 계속 유지한 유일한 인물로, 그 후의 5년간 정부에 군림해, 룩셈부르그 궁전에 주택을 짓고 매우 호화롭게 살았다. 애인인 조제핀 드 보아르네는 1796년 나폴레옹과 결혼했다. 이후 나폴레옹은 이탈리아 원정에 성공하며, 영웅으로서 인기가 없었던 총재정부를 흔들게 된다.
궁지에 몰린 바라스는 부르봉 왕가의 프로방스 백작(후의 루이 18세)과 협상을 벌여, 왕제의 부활을 획책 한다. 그러나 나폴레옹은 브뤼메르의 쿠데타를 일으켜, 바라스는 사직에 공직에서 퇴출한다. 바라스는 그때까지 모은 거액의 재산을 가지고 몽펠리에로 가서 은둔생활을 했다.

## 같이 보기
- 테르미도르의 쿠데타